# Фудбалска репрезентација Украјине
Фудбалска репрезентација Украјине представља Украјину у међународним фудбалским такмичењима, под управом Фудбалског савеза Украјине.
Након распада Совјетског Савеза 1991. је формиран Фудбалски савез Украјине, који је примљен у ФИФА и УЕФА 1992. године. Исте године је формирана и Фудбалска репрезентација Украјине која је своју прву званичну утакмицу одиграла 29. априла 1992. у Ужгороду Украјина против Фудбалске репрезентације Мађарске, коју је изгубила резултатом 3:1.
Украјински фудбалери често су играли за репрезентацију СССР-а, а играчи Динама из Кијева често су чинили њен костур као на Светском првенству 1986. и Европском првенству 1988). Неки од најбољих украјинских фудбалера у време 1990.-их (као Андреј Канчелскис, Виктор Онопко и Олег Саленко) одлучили су да наставе да играју за Русију која је службено постала наследник СССР-а, а Украјина у то време није имала званичних утакмица и тек од 1994. је почела играти на међународним такмичењима.
Поред раног наступа на међународним такмичењима за одлазак на Светско првенство су се квалификовали тек на Светско првенство 2006. у Немачкој.
Иако је имала једног од најбољих светских играча, Андреја Шевченка, Украјина се није квалификовала на већа такмичења до 2005, а чак три пута је изгубила у доигравању (плеј офу). Хрватска их је зауставила на путу до Светског првенства у Француској 1998, Словенија до Европског првенства у Белгији и Холандији 2000, а Фудбалска репрезентација Немачке до Светског првенства у Јужној Кореји и Јапану 2002. године.
Након неуспелих квалификација за Европско првенство у Португалији 2004, Фудбалски савез Украјине на место тренера поставља Олега Блохина. То се показало као добар потез јер се Украјина 3. септембра 2005, играјући нерешено са Грузијом у Тбилисију 1:1, квалификовала на Светско првенство у Немачкој 2006. На првенству је дошла до четвртфинала када је поражена од репрезентације Италије резултатом 3:0.

## Резултати репрезентације Украјине

### Светско првенство
| Година         | Коло                  | Позиција              | ИГ                    | П                     | Н                     | И                     | ГД                    | ГП                    |
| -------------- | --------------------- | --------------------- | --------------------- | --------------------- | --------------------- | --------------------- | --------------------- | --------------------- |
| до 1990.       | Део Совјетског Савеза | Део Совјетског Савеза | Део Совјетског Савеза | Део Совјетског Савеза | Део Совјетског Савеза | Део Совјетског Савеза | Део Совјетског Савеза | Део Совјетског Савеза |
| 1994.          | Није учествовала      | Није учествовала      | Није учествовала      | Није учествовала      | Није учествовала      | Није учествовала      | Није учествовала      | Није учествовала      |
| 1998.          | Није се квалификовала | Није се квалификовала | Није се квалификовала | Није се квалификовала | Није се квалификовала | Није се квалификовала | Није се квалификовала | Није се квалификовала |
| 2002.          | Није се квалификовала | Није се квалификовала | Није се квалификовала | Није се квалификовала | Није се квалификовала | Није се квалификовала | Није се квалификовала | Није се квалификовала |
| 2006.          | Четвртфинале          | 8                     | 5                     | 2                     | 1                     | 2                     | 5                     | 7                     |
| 2010. до 2022. | Није се квалификовала | Није се квалификовала | Није се квалификовала | Није се квалификовала | Није се квалификовала | Није се квалификовала | Није се квалификовала | Није се квалификовала |
| Укупно         | 1/7                   | -                     | 5                     | 2                     | 1                     | 2                     | 5                     | 7                     |

### Европско првенство
| Година         | Коло                  | Позиција              | ИГ                    | П                     | Н                     | И                     | ГД                    | ГП                    |
| -------------- | --------------------- | --------------------- | --------------------- | --------------------- | --------------------- | --------------------- | --------------------- | --------------------- |
| до 1992.       | Део Совјетског Савеза | Део Совјетског Савеза | Део Совјетског Савеза | Део Совјетског Савеза | Део Совјетског Савеза | Део Совјетског Савеза | Део Совјетског Савеза | Део Совјетског Савеза |
| 1996. до 2008. | Није се квалификовала | Није се квалификовала | Није се квалификовала | Није се квалификовала | Није се квалификовала | Није се квалификовала | Није се квалификовала | Није се квалификовала |
| 2012.          | Групна фаза           | 13                    | 3                     | 1                     | 0                     | 2                     | 2                     | 4                     |
| 2016.          | Групна фаза           | 24                    | 3                     | 0                     | 0                     | 3                     | 0                     | 5                     |
| 2020.          | Четвртфинале          | 8                     | 5                     | 2                     | 0                     | 3                     | 6                     | 10                    |
| 2024.          | Групна фаза           | 17                    | 3                     | 1                     | 1                     | 1                     | 2                     | 4                     |
| Укупно         | 4/8                   |                       | 14                    | 4                     | 1                     | 9                     | 10                    | 23                    |

### Лига нација
| Рекорди у УЕФА Лиги нација | Рекорди у УЕФА Лиги нација | Рекорди у УЕФА Лиги нација | Рекорди у УЕФА Лиги нација | Рекорди у УЕФА Лиги нација | Рекорди у УЕФА Лиги нација | Рекорди у УЕФА Лиги нација | Рекорди у УЕФА Лиги нација | Рекорди у УЕФА Лиги нација | Рекорди у УЕФА Лиги нација | Рекорди у УЕФА Лиги нација |
| Сезона                     | Лига                       | Група                      | ИГ                         | П                          | Н                          | И                          | ГД                         | ГП                         | П/И                        | Поз.                       |
| -------------------------- | -------------------------- | -------------------------- | -------------------------- | -------------------------- | -------------------------- | -------------------------- | -------------------------- | -------------------------- | -------------------------- | -------------------------- |
| 2018/19.                   | Б                          | 1                          | 4                          | 3                          | 0                          | 1                          | 5                          | 5                          | Раст                       | 14.                        |
| 2020/21.                   | А                          | 4                          | 6                          | 2                          | 0                          | 4                          | 5                          | 13                         | Пад                        | 13.                        |
| 2022/23.                   | Б                          | 1                          | 6                          | 3                          | 2                          | 1                          | 10                         | 4                          | Same position              | 22.                        |
| Укупно                     | Укупно                     | Укупно                     | 16                         | 8                          | 2                          | 6                          | 20                         | 22                         |                            |                            |

## Утакмице у квалификацијама заЕПиСП

### Квалификације заЕП 1996.
Група 4
| Плас. | дом.  | гост  | Екипа     | ИГ | Д | Н | И  | ГД | ГП | ГР  | Бод | Детаљи |
| ----- | ----- | ----- | --------- | -- | - | - | -- | -- | -- | --- | --- | ------ |
| 1     | 1 : 0 | 0 : 4 | Хрватска  | 10 | 7 | 2 | 1  | 22 | 5  | +17 | 23  |        |
| 2     | 0 : 2 | 1 : 3 | Италија   | 10 | 7 | 2 | 1  | 20 | 6  | +14 | 23  |        |
| 3     | 0 : 2 | 3 : 1 | Литванија | 10 | 5 | 1 | 4  | 13 | 12 | +1  | 16  |        |
| 4     |       |       | Украјина  | 10 | 4 | 1 | 5  | 11 | 15 | -4  | 13  |        |
| 5     | 0 : 0 | 2 : 3 | Словенија | 10 | 3 | 2 | 5  | 13 | 13 | 0   | 11  |        |
| 6     | 3 : 0 | 1 : 0 | Естонија  | 10 | 0 | 0 | 10 | 3  | 31 | -28 | 0   |        |

### Квалификације заСП 1998.
Група 9
| Плас. | дом.  | гост  | Екипа         | ИГ | Д | Н | И | ГД | ГП | ГР   | Бод | Детаљи |
| ----- | ----- | ----- | ------------- | -- | - | - | - | -- | -- | ---- | --- | ------ |
| 1     | 0 : 0 | 0 : 2 | Немачка       | 10 | 6 | 4 | 0 | 23 | 9  | +14  | 22  |        |
| 2     |       |       | Украјина      | 10 | 6 | 2 | 2 | 10 | 6  | + 14 | 20  |        |
| 3     | 2 : 1 | 0 : 1 | Португалија   | 10 | 5 | 4 | 1 | 10 | 8  | +3   | 19  |        |
| 4     | 1 : 1 | 2 : 0 | Јерменија     | 10 | 1 | 5 | 4 | 8  | 17 | -9   | 8   |        |
| 5     | 2 : 1 | 1 : 0 | Северна Ирска | 10 | 1 | 4 | 5 | 6  | 10 | -6   | 7   |        |
| 6     | 1 : 0 | 1 : 0 | Албанија      | 10 | 1 | 1 | 8 | 7  | 20 | -13  | 4   |        |

#### Разигравање
| Домаћин  | Укупан резултат | Гост     | 1. меч | 2. меч |
| -------- | --------------- | -------- | ------ | ------ |
| Хрватска | 3 : 1           | Украјина | 2 : 0  | 1 : 1  |

### Квалификације заЕП 2000.
Група 4
| Плас. | дом.  | гост  | Екипа     | ИГ | Д | Н | И  | ГД | ГП | ГР   | Бод | Детаљи |
| ----- | ----- | ----- | --------- | -- | - | - | -- | -- | -- | ---- | --- | ------ |
| 1     | 0 : 0 | 0 : 0 | Француска | 10 | 6 | 3 | 1  | 17 | 10 | +7   | 21  |        |
| 2     |       |       | Украјина  | 10 | 5 | 5 | 0  | 14 | 4  | + 10 | 20  |        |
| 3     | 3 : 2 | 1 : 1 | Русија    | 10 | 6 | 1 | 3  | 22 | 12 | +10  | 19  |        |
| 4     | 1 : 1 | 1 : 0 | Исланд    | 10 | 4 | 3 | 3  | 12 | 7  | 5    | 15  |        |
| 5     | 2 : 0 | 0 : 0 | Јерменија | 10 | 2 | 2 | 6  | 8  | 15 | -7   | 8   |        |
| 6     | 4 : 0 | 2 : 0 | Андора    | 10 | 0 | 0 | 10 | 3  | 28 | -25  | 0   |        |

#### Разигравање
| Домаћин   | Укупан резултат | Гост     | 1. меч | 2. меч |
| --------- | --------------- | -------- | ------ | ------ |
| Словенија | 3 : 1           | Украјина | 2 : 1  | 1 : 1  |

### Квалификације заСП 2006.
Група 2
| Плас. | дом.  | гост  | Екипа     | ИГ | Д | Н | И  | ГД | ГП | ГР  | Бод | Детаљи |
| ----- | ----- | ----- | --------- | -- | - | - | -- | -- | -- | --- | --- | ------ |
| 1     |       |       | Украјина  | 12 | 7 | 4 | 1  | 18 | 7  | +11 | 25  |        |
| 2     | 0 : 1 | 3 : 0 | Турска    | 12 | 6 | 5 | 1  | 23 | 9  | +14 | 23  |        |
| 3     | 1 : 0 | 1 : 1 | Данска    | 12 | 6 | 4 | 2  | 24 | 12 | +12 | 22  |        |
| 4     | 1 : 1 | 1 : 0 | Грчка     | 12 | 6 | 3 | 3  | 15 | 9  | +6  | 21  |        |
| 5     | 2 : 2 | 2 : 0 | Албанија  | 12 | 4 | 1 | 7  | 11 | 20 | −9  | 13  |        |
| 6     | 2 : 0 | 1 : 1 | Грузија   | 12 | 2 | 4 | 6  | 14 | 25 | −11 | 10  |        |
| 7     | 2 : 0 | 2 : 1 | Казахстан | 12 | 0 | 1 | 11 | 6  | 29 | −23 | 1   |        |

### Квалификације заСП 2014.
Група 2
| Плас. | дом.  | гост  | Екипа      | ИГ | Д | Н | И  | ГД | ГП | ГР  | Бод | Детаљи |
| ----- | ----- | ----- | ---------- | -- | - | - | -- | -- | -- | --- | --- | ------ |
| 1.    | 0 : 0 | 1 : 1 | Енглеска   | 10 | 6 | 4 | 0  | 31 | 4  | +27 | 22  |        |
| 2.    |       |       | Украјина   | 10 | 6 | 3 | 1  | 28 | 4  | +24 | 21  |        |
| 3.    | 0 : 1 | 4 : 0 | Црна Гора  | 10 | 4 | 3 | 3  | 18 | 17 | +1  | 15  |        |
| 4.    | 1 : 0 | 3 : 1 | Пољска     | 10 | 3 | 4 | 3  | 18 | 12 | +6  | 13  |        |
| 5.    | 2 : 1 | 0 : 0 | Молдавија  | 10 | 3 | 2 | 5  | 12 | 17 | -5  | 11  |        |
| 6.    | 9 : 0 | 8 : 0 | Сан Марино | 10 | 0 | 0 | 10 | 1  | 54 | -53 | 0   |        |

#### Разигравање
| Домаћин  | Укупан резултат | Гост      | 1. меч | 2. меч |
| -------- | --------------- | --------- | ------ | ------ |
| Украјина | 2 : 3           | Француска | 2 : 0  | 0 : 3  |

ИГ = Играо утакмица; Д = Добио; Н = Нерешио; И = Изгубио; ГД = Голова дао; ГП = Голова примио; ГР = Гол-разлика ; Бод = Бодови

## Тренутни састав
Ажурирано: 16. октобар 2018.
| #                     | Име                 | Датум рођења        | Наступи | Голови  | Клуб              |
| Голмани               | Голмани             | Голмани             | Голмани | Голмани | Голмани           |
| --------------------- | ------------------- | ------------------- | ------- | ------- | ----------------- |
| 1                     | Денис Бојко         | 29. јануар 1988.    | 5       | 0       | Динамо Кијев      |
| 12                    | Андриј Пјатов (к)   | 28. јун 1984.       | 84      | 0       | Шахтар            |
| 23                    | Андриј Луњин        | 11. фебруар 1999.   | 2       | 0       | Легањес           |
| Одбрамбени играчи     |                     |                     |         |         |                   |
| 2                     | Богдан Бутко        | 13. јануар 1991.    | 31      | 0       | Шахтар            |
| 3                     | Игор Пластун        | 20. август 1990.    | 0       | 0       | Гент              |
| 4                     | Сергеј Кривтсов     | 15. март 1991.      | 7       | 0       | Шахтар            |
| 5                     | Микита Бурда        | 24. април 1995.     | 5       | 0       | Динамо Кијев      |
| 14                    | Васил Кравец        | 20. август 1997.    | 0       | 0       | Луго              |
| 20                    | Јарослав Ракитски   | 3. август 1989.     | 53      | 5       | Шахтар            |
| 21                    | Олександр Каравајев | 2. јун 1992.        | 16      | 1       | Зорја Лухањск     |
| 22                    | Микола Матвијенко   | 2. мај 1996.        | 13      | 0       | Шахтар            |
| Играчи средине терена |                     |                     |         |         |                   |
| 6                     | Тарас Степаненко    | 8. август 1989.     | 49      | 3       | Шахтар            |
| 7                     | Андриј Јармоленко   | 23. октобар 1989.   | 79      | 36      | Вест Хем јунајтед |
| 8                     | Руслан Малиновски   | 4. мај 1993.        | 15      | 2       | Генк              |
| 10                    | Јевген Конопљанка   | 29. септембар 1989. | 75      | 18      | Шалке 04          |
| 11                    | Марлос              | 7. јун 1988.        | 11      | 0       | Шахтар            |
| 13                    | Иван Петријак       | 13. март 1994.      | 5       | 0       | Ференцварош       |
| 15                    | Виктор Циганков     | 15. новембар 1997.  | 8       | 0       | Динамо Кијев      |
| 16                    | Сергеј Сидорчук     | 2. мај 1991.        | 24      | 2       | Динамо Кијев      |
| 17                    | Олександр Зинченко  | 15. децембар 1996.  | 21      | 2       | Манчестер Сити    |
| 19                    | Јевген Макаренко    | 21. мај 1991.       | 3       | 0       | Андерлехт         |
| Нападачи              |                     |                     |         |         |                   |
| 9                     | Владислав Кулач     | 7. мај 1993.        | 0       | 0       | Ворксла           |
| 18                    | Роман Јаремчук      | 27. новембар 1995.  | 4       | 0       | Гент              |

## Статистика играча
Ажурирано 16. октобра 2018.
| Место | Име                 | Време     | Бр. утакмица | Бр. голова |
| ----- | ------------------- | --------- | ------------ | ---------- |
| 1.    | Анатолиј Тимошчук   | 2000—2016 | 144          | 4          |
| 2.    | Андриј Шевченко     | 1995—2012 | 111          | 48         |
| 3.    | Руслан Ротањ        | 2003—2018 | 100          | 8          |
| 4.    | Олег Гусев          | 2003—2016 | 98           | 13         |
| 5.    | Олександр Шовковски | 1994—2012 | 92           | 0          |
| 6.    | Андриј Пјатов       | 2007—     | 84           | 0          |
| 7.    | Андриј Јармоленко   | 2009—     | 79           | 36         |
| 8.    | Јевген Конопљанка   | 2010—     | 75           | 18         |
| 9.    | Сергеј Ребров       | 1992—2016 | 75           | 15         |
| 10.   | Андриј Вороњин      | 2002—2012 | 74           | 8          |

| Место | Име               | Време     | Бр. голова | Бр. утакмица |
| ----- | ----------------- | --------- | ---------- | ------------ |
| 1.    | Андриј Шевченко   | 1995—2012 | 48         | 111          |
| 2.    | Андриј Јармоленко | 2009—     | 36         | 79           |
| 3.    | Јевген Конопљанка | 2010—     | 18         | 75           |
| 4.    | Сергеј Ребров     | 1992—2016 | 15         | 75           |
| 5.    | Олег Гусев        | 2003—2016 | 13         | 98           |
| 6.    | Сергеј Назаренко  | 2003—2012 | 12         | 56           |
| 7.    | Јевген Селезњов   | 2008—     | 11         | 57           |
| 8.    | Андриј Воробеј    | 2000—2008 | 9          | 68           |
| 8.    | Андриј Гусин      | 1993—2006 | 9          | 71           |

- Подебљана имена играча означавају да су активни.